# Muhammad Shâh (Moghol)
Pour les articles homonymes, voir Muhammad Shah.
 (janvier 2020).
Si vous disposez d'ouvrages ou d'articles de référence ou si vous connaissez des sites web de qualité traitant du thème abordé ici, merci de compléter l'article en donnant les références utiles à sa vérifiabilité et en les liant à la section « Notes et références ».
Muhammad Shah (17 août 1702 - 26 avril 1748) (محمد شاه) est un empereur moghol. Il dirige l'Empire moghol en Inde entre 1719 et 1748.

## Biographie
Muhammad Shâh est le petit-fils de Bahadur Shah. Il est porté sur le trône à l'âge de 17 ans par l'entremise des frères Sayyid (en), dont il se débarrasse par la suite.
Durant son règne, l'empire se délite en un ensemble de petits états régionaux dirigés de fait localement, ce qui réduit considérablement le pouvoir de l'empereur.
En février 1739, l'empereur perse, Nader Shah décide d'envahir l'Inde. L'armée moghole est facilement défaite, permettant l'entrée en triomphe de Nader Shah et des khutbas y sont lus en son nom. Des révoltes s'ensuivent et causent la mort de 30 000 civils en représailles par les troupes perses, forçant Muhammad Shah à implorer le pardon.
En réponse, Nader Shah choisit de se retirer en échange du trésor royal moghol, comprenant le Trône du Paon.